# Piumino (zoologia)

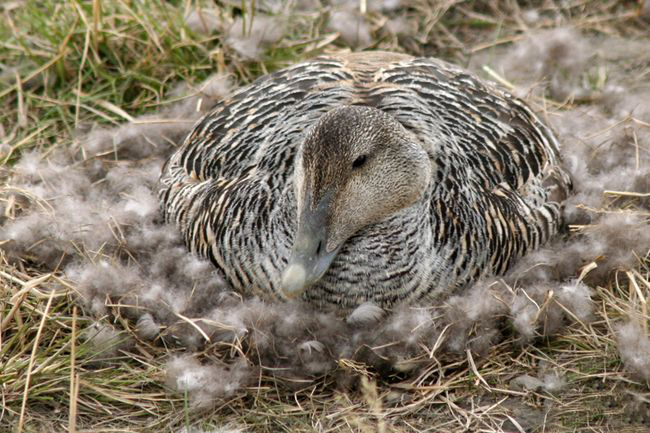
Femmina di edredone circondata da piumino.

Con il termine piumino si indica, in ornitologia, l'insieme di quelle penne interamente piumose in cui la rachide è più corta della barba più lunga o è del tutto assente. È responsabile dell'isolamento termico degli uccelli adulti di tutte le specie. Inoltre il piumino dei nidiacei, strutturalmente più semplice rispetto a quello dell'adulto, fornisce a molti uccelli, al momento della schiusa o subito dopo, un rivestimento isolante. Il piumino dei nidiacei precede generalmente lo sviluppo delle prime penne di contorno; le piume sono associate agli apteri (aree interposte fra quelle rivestite da penne di contorno).

## Funzione
La struttura più sciolta dei piumini gli permette di intrappolare l'aria, riducendo la dispersione di calore e garantendo quindi un miglior isolamento termico dell'uccello; aiuta inoltre gli uccelli acquatici a galleggiare. Le specie che vivono con fluttuazioni annuali di temperatura hanno tipicamente più piumini in seguito alla muta autunnale. Ci sono anche prove che i piumini possano aiutare a ridurre l'incidenza di cannibalismo dei pulcini tra colonie della stessa specie, poiché la rigidità delle piume rende gli uccelli giovani più difficili da mandare giù. L'inquinamento può ridurre l'efficacia di queste funzioni: l'olio, ad esempio, appiccica e intreccia i piumini fra di loro, permettendo all'acqua di raggiungere la pelle e annullando l'effetto dell'isolamento termico.
Le femmine degli anatidi usano i piumini staccati dal loro petto per delineare i loro nidi. Questo processo serve sia ad isolare le uova sia ad esporre la placca incubatrice, un'area priva di piume e ricca di vasi sanguigni che trasmette molto efficientemente il calore. Dei vari oggetti che gli uccelli usano per costruire i loro nidi, i piumini sono quelli che garantiscono il miglior isolamento, se asciutti. In caso essi siano bagnati, l'effetto isolante è opposto. I piumini vengono anche usati per camuffare le uova quando la femmina è lontana dal nido.
Dato che gli uccelli possono smaltire i metalli pesanti nelle loro piume e dato che le piume possono essere raccolte in modo non invasivo e conservate a tempo indeterminato, i piumini vengono usati per cercare prove di contaminazione da metalli nell'ambiente dell'uccello. Diversi studi hanno mostrato un'alta correlazione fra il livello di contaminazione da metalli nella dieta di un uccello e il livello di metalli trovato nelle piume, con la proporzione delle altre sostanze chimiche relativamente costante rispetto a quella dei metalli.

## Mutazione
Mutazioni nei geni che controllano la formazione del piumino sono state registrate in uno stormo di livorni bianchi tedeschi. Sebbene siano presenti gli elementi di un normale piumino, un'ipercheratosi della guaina cornea della piuma dopo 16-17 giorni di incubazione fa sì che la guaina non si rompa come dovrebbe durante le fasi finali della crescita della piuma. A causa di questa spaccatura anomala, il piumino dell'uccello sembra arruffato; i pulcini con questa condizione appaiono ispidi e bruciacchiati e tendono ad avere un peso corporeo più leggero rispetto ai pulcini normali.

## Uso umano

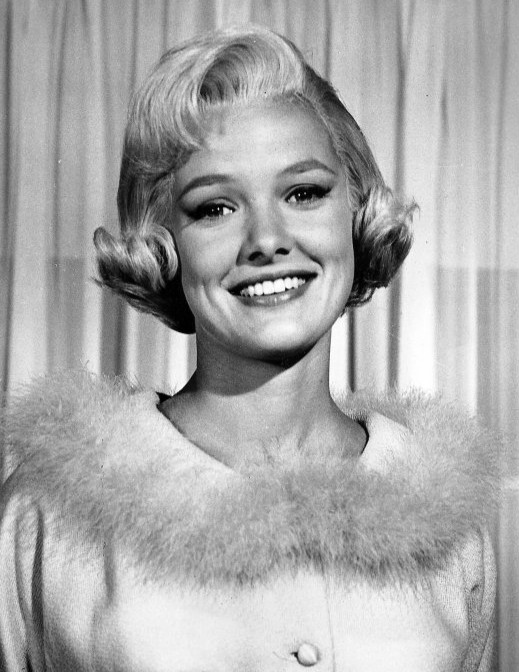
I piumini vengono talvolta utilizzati come finiture decorative sui vestiti.

Le piume venivano usate dagli indigeni nordamericani per cerimonie religiose e come simboli potenti. Nelle storie di alcune culture, le piume di un'aquila erano doni importanti offerti dall'uccello all'eroe della storia. Nella Danza degli spiriti, un movimento religioso che divenne particolarmente diffuso tra gli indiani delle pianure, ogni ballerino teneva in mano una piuma dipinta sulla cui punta era ricoperta un'altra piuma dipinta di un altro colore; le piume erano generalmente quelle di un corvo, sacro alla Danza degli spiriti, o di un'aquila, sacra a tutte le tribù. I bastoncini da preghiera Zuni sono stati realizzati anche utilizzando il piumino d'aquila. Mentre le piume d'aquila appartenevano al Sacerdote del Sole, che le piantava al sole, altri sacerdoti potevano usarle se la pioggia fosse stata necessaria, poiché si dice che il piumino suggerisca "nuvole soffici che si radunano all'orizzonte prima della pioggia". Gli Hopi strofinavano le piume dell'aquila sui serpenti a sonagli raccolti per le loro danze del serpente, nel tentativo di lenire e calmare i rettili.
I pescatori che pescano a mosca utilizzano da tempo le piume degli uccelli acquatici per la costruzione di esche da pesca. Poiché sono bianche, le piume possono essere facilmente tinte in una varietà di colori. Sono usati per realizzare il corpo, la coda e l'involucro delle ali delle mosche. Storicamente, gran parte della piuma utilizzata per le mosche proveniva dall'ala e dalla coda del marabù africano; queste piume erano apprezzate anche dai commercianti di modisteria e di sartoria. Sebbene sia ancora chiamato con lo stesso nome, l'odierno "marabou" (a volte scritto "marabout"), deriva dai tacchini domestici, poiché gli uccelli marabù sono protetti.
Per secoli, gli esseri umani in tutto il mondo hanno utilizzato le piume come isolante. Documenti russi del 1600 elencano "uccello in giù" tra le merci vendute ai mercanti olandesi, e le comunità nella Norvegia settentrionale iniziarono a proteggere i nidi dei Somateria già nel 1890. I Somateria vengono ancora "allevati" da popolazioni in Islanda, Scandinavia e Siberia. Agli uccelli vengono forniti siti di nidificazione e protetti dai predatori, e la piuma viene raccolta in modo intermittente durante la stagione della nidificazione senza danneggiare i nidi o le femmine di anatre. La prima raccolta viene effettuata all'incirca a metà del periodo di incubazione, quando vengono rimossi circa 21 g di piumino di alta qualità per nido. Quando le uova si sono schiuse e i piccoli hanno lasciato l'area, vengono raccolte le piume rimanenti del piumino e del petto, ottenendo in genere altri 21 g di piume di qualità inferiore per nido. In generale, 50-60 nidi produrranno circa un 1 kg di piume. Ogni anno non vengono raccolte più di quattro tonnellate di piumini dai nidi selvatici. Circa il 70% del raccolto proviene dall'Islanda. Secondo l'International Down and Feather Bureau, il piumino contribuisce solo una piccola, ma redditizia, parte della produzione mondiale totale di piumini, stimata in 175000 t all'anno. Per un piumino di Somateria sono necessari dai 600 fino a 1600 g di imbottitura in piumino; un semplice piumino da 800 g viene venduto per circa 640000 corone islandesi nel 2021.
In Islanda e Scandinavia, colonie di oltre 5.000 uccelli si sviluppano talvolta in aree "coltivate", mentre in alcune aree protette dell'arcipelago di Novaja Zemlja, la densità di nidi supera i 13000 per ettaro. D'altra parte, le popolazioni indigene più nomadi del Canada artico non vedevano la riduzione della produzione come una fonte di reddito ragionevole e tendevano a sfruttare eccessivamente i nidi di Somateria con la raccolta indiscriminata di piume dai nidi.. Sebbene le piume di varie specie di uccelli selvatici, gabbiani e altri uccelli marini siano state storicamente utilizzate per l'isolamento, la maggior parte ora proviene da oche domestiche. Circa il 70% della fornitura mondiale proviene dalla Cina, in genere da uccelli uccisi per la loro carne. La maggior parte del resto proviene dall'Europa e dal Canada, da uccelli raccolti per carne o paté.
Una parte della fornitura mondiale di piume viene strappata da uccelli vivi, una pratica condannata come crudele dai gruppi per il benessere degli animali. La percentuale precisa di piumino raccolto in questo modo è incerta; mentre alcuni riferimenti riportano che si tratta solo di una piccola frazione del totale (meno dell'1% nel 2011), un documentario svedese del 2009 ha riferito che potrebbe rappresentare fino al 50-80% dell'offerta totale, una cifra supportata da IKEA e da un rappresentante del settore, ma contestato dalle organizzazioni del settore. Il documentario mostra anche uccelli distesi sul pavimento con grandi ferite nella carne dovute alla spiumatura, dopo di che le ferite venivano suturate utilizzando ago e filo senza anestesia. Sebbene la spiumatura da vivi sia illegale in Canada, Stati Uniti ed Europa, è noto che avviene in due paesi europei (Polonia e Ungheria) e in Cina. Il sentimento pubblico contro la pratica è stato forte, in alcuni paesi. IKEA e il produttore di abbigliamento Patagonia hanno modificato le linee di prodotti per eliminare l'uso (o il possibile utilizzo) di piume vive.
Negli Stati Uniti, le normative della Federal Trade Commission richiedono che qualsiasi prodotto etichettato "100% piumino" debba contenere solo piume, mentre i prodotti etichettati semplicemente "piumino" possono contenere una miscela di fibre e piume. Inoltre, i prodotti etichettati come "Piuma d'oca" devono contenere almeno il 90% di piumino d'oca e il 10% di piume d'oca. L'isolamento delle piume è valutato in base al potere di riempimento, ovvero il numero di pollici cubi spostati da una determinata oncia di piume (in³/oz). Per misurare il potere di riempimento, un grammo di piumino viene posto in un cilindro graduato e sopra viene lasciato cadere un piccolo peso; il volume sotto il peso indica il potere di riempimento. Tuttavia, anche la piuma con un potere di riempimento pari a 320 cm³/g (550 in³/oz) fornisce comunque un isolamento ragionevolmente buono. Le piume con potere di riempimento più elevato isolano quindi meglio delle piume con potere di riempimento inferiore dello stesso peso. L'isolamento nella maggior parte delle attrezzature per esterni varia da circa 230–520 cm³/g (400–900 in³/oz). Il riempimento con classificazione inferiore a 290–380 cm³/g (500–650 in³/oz) è abbastanza caldo e leggero per la maggior parte delle condizioni, mentre il riempimento da 460–520 cm³/g (800–900 in³/oz) viene utilizzato per molto indumenti leggeri e/o per climi molto freddi.
Il piumino è caldo, leggero e comprimibile. Se ben curato, mantiene la sua tenuta fino a tre volte più a lungo rispetto alla maggior parte dei materiali sintetici. Tuttavia, quando è bagnato, le proprietà termiche del piumino vengono praticamente eliminate. Il piumino forma grumi se esposto all'umidità e si ammuffisce se lasciato umido. Inoltre, assorbirà e tratterrà gli odori.
Le piume del piumino tendono a diventare più allergeniche man mano che invecchiano, poiché vengono contaminate da muffe e acari della polvere. I cuscini rappresentano la fonte di esposizione più comune, sebbene anche materassi, trapunte, capispalla e tappezzerie possano causare problemi. Uno studio finlandese ha dimostrato che le vere allergie alle piume sono rare e la maggior parte dei problemi sono causati dagli acari della polvere.

## Dinosauri non aviani
Le piume trovate nell'ambra nella Francia occidentale, in Canada e nella Cina nord-orientale suggeriscono che alcuni dinosauri non aviani potrebbero aver avuto piume primitive, simili a quelle moderne.